# Oswaldo Zambrana
Oswaldo Zambrana (ur. 7 lipca 1981) – boliwijski szachista, arcymistrz od 2007 roku.

## Kariera szachowa
Zdobywał mistrzostwo Boliwii, w latach: 2002–2003, 2006, 2011 i 2014. Reprezentował Boliwię na Olimpiadzie szachowej, w latach: 1998, 2000, 2002, 2004, 2006, 2008, 2012 i 2014. Zdobył indywidualnie srebrny medal na szachownicy trzeciej w 2000 na Olimpiadzie Szachowej w Stambule.
Najwyższy ranking w dotychczasowej karierze osiągnął 1 lipca 2010 roku, z wynikiem 2515 punktów.